# Moldened Kirke
Moldened Kirke er en kirke i romansk stil beliggende på en bakke i landsbyen Moldened i det sydlige Angel i Sydslesvig i den nordtyske delstat Slesvig-Holsten. Kirken er viet til Jakob den Ældre. Den er sognekirke i Moldened Sogn.
Kirken er opført i 1100-tallet af kampesten. Den var i begyndelsen et kapel uden præst og menighed. Fra opførelsestiden er der bevaret flere indvielseskors. Trætårnet i kirkens vestlige ende blev første gang nævnt 1586. Våbenhuset ved sydportalen er fra 1892. Det flade bjælkeloft i kirkens indre blev senere skiftet ud med sengotiske hvælvinger. Af interiøret kan nævnes den enkle romanske granitdøbefont. Altertavlen fra 1682 viser Jesu korsfæstelse på Golgata. Prædikestolen er lidt yngre. Kirkens barokkorgel er fra 1746, det er placeret ved korbuen.
Moldended Kirke nævnes i et sønderjysk folkesagn, hvori djævelen kastede ud fra et nærliggende gravhøj en jernkæde efter en ung brud. Til alt held havde bruden dog allerede sat den ene fod inden for kirkedøren, ellers havde hun været fortabt. Men endnu i dag skal der være spor af kæden over kirkedøren.
Menigheden i Moldened Sogn fusionerede i 1971 med nabo-menigheden i Kalleby. Senere blev den slået sammen med menigheden i Brodersby. Den hører nu under den lutherske nordtyske kirke.